# Pepliphorus cyanea
Pepliphorus cyanea är en fjärilsart som beskrevs av Pieter Cramer 1779. Pepliphorus cyanea ingår i släktet Pepliphorus och familjen juvelvingar. Inga underarter finns listade i Catalogue of Life.